# ノルウェー経済高等学院
ノルウェー経済高等学院（英語: Norwegian School of Economics、公用語表記: Norges handelshøyskole, NHH）は、ベルゲン, ノルウェーに本部を置くノルウェーの公立大学。1936年創立、1936年大学設置。大学の略称はNHH。
NHHへの入学は、ノルウェーの経営学の分野で最も競争が激しく、ノルウェーすべての研究プログラムの中でも厳しい部類に入る。NHHの学部プログラムは、ノルウェーで学部課程に出願する学生にとって一貫して最も人気のある第一志望校の1つであり、2020年に提供されるノルウェーすべての学部プログラムの中で最も人気のある第一志望校であり、合格人数が500人に対して2,100以上の第一志望応募があった（応募合計5,000以上） 。
NHHは50カ国以上、195校の外国のビジネススクールや大学との交換プログラムに参加しており、学生の約50パーセントが少なくとも1学期は交換留学に参加する。同校は、CEMSおよびPartnership in International Management（PIM）ネットワークメンバーであり、EQUIS およびAMBAの認定を受けている。

## 名称
ノルウェー語での名称は''Norges Handelshøyskole''であり、この頭文字を取ってNHHと呼称されることが一般的である。英語では「エヌ・エイチ・エイチ」であるが、ノルウェーではノルウェー語のアルファベットで「エヌ・ホー・ホー」と呼ばれる。
日本語での公式訳は存在せず、ノルウェー経済大学と呼ばれることもある。NHHと交換留学提携を結ぶ慶應義塾大学、立教大学、名古屋商科大学のウェブサイトでは「ノルウェー経済大学」が使われている。　しかし、ノルウェー語のhøyskoleが大学(universitet)と異なる高等教育機関を意味することから、所属歴のある日本人研究者の中では「高等学院」が用いられている 。かつての公式英語名称がNorwegian School of Economics and Business Managementであったため、「ノルウェー経済経営大学」「ノルウェー経済経営管理高等学院」といった呼称も存在するが、2011年6月1日に公式英語名称がNorwegian School of Economicsに変更されたため、現在は「ノルウェー経済高等学院」と呼称するのが適切である。

## 歴史
伝統的に、学問としての的に、学問としての経済学はノルウェーの大学（主に19世紀に法の下位学問として最初に考案されたオスロ大学）でのみ教えられてたが、経営学は学問とは見なされておらず、正式な教育プログラムは存在しなかった。 NHHは、handelskandidat （「商取引のキャンディデート」）と呼ばれる、より職業的な2年間の学位の形でビジネス研究の最初の正式なトレーニングを提供するために設立された。 1963年にhandelskandidatの学位siviløkonomに改名され、それが後の4年間の学位に発展した。NHHは今日、修士および博士レベルの学位を授与している。

### 1900〜 1936年：ノルウェーにビジネススクールを設立
オスロとベルゲンの経済界は、19世紀の終わりにノルウェーのビジネススクールの設立について話し合い始めていた。ヨーロッパ中に多くのビジネススクールが開設され、20世紀初頭には、ドイツのhandelshochschule （ビジネススクール）モデルに基づいて、スカンジナビアにいくつかのビジネススクールが設立された。その中で、ストックホルム商科大学は1909年に設立された。 1917年、ノルウェー議会（ストーティング）はノルウェーのビジネススクールを設立する決議を可決した。

### 1936〜 1963年：NHHが開学
特にクリストファー・レームクールによる多くのロビー活動と努力の末、1936年9月7日月曜日にホーコン7世によってNHHがついに開学された。これはベルゲン大学が設立される10年前のことである。ベルゲンの経済界が強力に関与していたため、学校が設立されただけでなく、ベルゲンに設立され、最初から経済界と密接に結びついていた。
NHHが最初に開校したとき、教員は10人未満で構成され、毎年60人の学生が在籍していた。提供された最初の学位コースはHandelsdiplom （ビジネス・ディプロマ）であり、卒業生はHandelskandidat （ビジネス学位）の学位を授与された。これは当初2年間のコースだったが、1938年から、教師志望の候補者に1年間の追加コースが提供された。 1946年にHandelsdiplomコースは3年に延長された。
第二次世界大戦後、アメリカの影響力はより大きくなり、NHHにも大きな影響を与え始めた。卒業生とスタッフは、この傾向が大きく増加した1960年代と1970年代に、研究と職を求めて米国に行くようになった。 1950年代初頭までに、NHHでの博士課程の必要性が高まった。 1956年にNHHはノルウェー政府から博士号を授与する許可を受け取り、1957年に最初の博士課程の候補者がNHHを修了した。

### 1963–1980：新しいキャンパスと急速な成長
1950年代後半までに、NHHは当初の敷地を超え、ベルゲン市内中心部のすぐ外にあるサンドヴィーケンにある学校の新しいキャンパスの開発に着手した。 1963年、学校は新しいキャンパスに移転した。この出来事は、教師だけでなく生徒の数も急増したことを特徴とする新しい時代への移行をさまざまな形で示した。新しいキャンパスは収容人数を大幅に増やし、学生の年間入学人数は60人から200人以上に増加した。
この時期の重要な特徴は、教員の成長と発展であった。新しい施設は多くの新しい才能のある人々を雇用することを可能にし、研究と教育の重要性が強化された。多くの成功した卒業生は博士号を取得するために米国に行き、国際的な経験とより研究に基づいた焦点を持ってNHHに戻ってきた。多くの教員がサバティカルを利用して海外で研究を続け、多くの教科書が出版され、国際的なジャーナルでの出版量が大幅に増加した。この研究の拡大と国際化の背後にある原動力は、カール・ボルチ教授であった。
この間、ヤン・モッシン教授の独創的な論文「資本資産市場における均衡」がエコノメトリカに掲載され、資本資産価格モデル（CAPM）の開発に大きく貢献した。モッシンが博士号を取得してカーネギーメロン大学からNHHに戻ったのとほぼ同時に、将来のノーベル賞受賞者であるフィンE.キドランドは博士号を取得するために同大学に進学した。米国で教育を受けた博士課程の卒業生のほとんどは、研究を教えて継続するためにNHHに戻ってきたが、一部は米国に留まり、一部（Kydlandなど）はNHHに一度は戻って、後で米国に戻って研究を続けた。
学部が成長し発展するにつれて、いくつかの上級レベルのコースが確立され、学術的なプログラムも進化した。 1963年にHandelsdiplomの学位はsiviløkonomに変更され、卒業生が同学位を授与されることになった。修士レベルのプログラムであるhøyere-avdelingstudium （HAS）は、博士課程への進学を希望するシビロコノムの学生のための準備として1972年に導入された。 1973年、ダグ・カワード教授は、企業の監査、会計、財務管理を専門とする学生のための修士レベルのプログラムであるhøyere-revisorstudium（HRS）を設立した。 1975年に、 siviløkonomの学位コースは4年間のプログラムに延長された。

### 1980〜 2000年：専門化と国際展開
1980年代初頭、博士課程は更新が必要であることが認識され、論文の研究と執筆に加えて、コースワークを含む新しい構造化された博士課程(Ph.D.)が導入された。この新しい博士課程プログラムは、単に教育だけではなく、研究に焦点を合わせ続けた。新しい博士課程を卒業する最初の候補者は1985年に卒業し、卒業生の年間数は1985年の1人から1990年には12人に増加した。
研究の拡大と国際化への焦点は1984年に認識され、NHHは主要なジャーナルの出版物によって英語圏以外の国の経済学部または学部の中でAmerican Economic Reviewで世界7位、ヨーロッパで3位にランクされた。
この間、国際的な研究環境との緊密な関係も確立された。学校での国際的な活動は大幅に増加し、国際的な焦点は年々強くなっている。 1984年にNHHはストックホルム・スクールオブエコノミクスとの最初の国際交流協定を確立し、1986年にNHHは完全に英語で教えられる修士課程プログラムを提供するノルウェーで最初の機関となった（国際ビジネス修士号（MIB）)。これに続いて、学生のための交換留学プログラムにさらに重点が置かれ、学校は1992年に一流の欧州経営学校コミュニティ（CEMS）とエラスムス計画に参加し、1995年に国際経営におけるグローバルパートナーシップ（PIM）ネットワークに参加した。
学生とスタッフの数は、1980年代から1990年代にかけて増加し続けた。 1985年には合計1670人の学生と198人のスタッフがいた。

### 2000年〜現在：21世紀への継続的な成長と発展

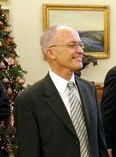
NHHの卒業生であるフィンキドランドは、ダイナミックなマクロ経済学への貢献により、2004年にノーベル経済学賞を受賞した（エドワードC.プレスコットと共同受賞）。

2003年にsiviløkonomの資格が5年に延長された。ボローニャ宣言に沿って、現在では経済学と経営学の3年間の学士号(Bachelor of Science)と、経済学と経営学の2年間の修士号 (Master of Science)を組み合わせた形となっている。
NHHの卒業生であり、フィン E.キドランド非常勤教授は、アリゾナ州立大学のエドワードC.プレスコット教授とともに、2004年にノーベル経済学賞を受賞した。賞のニュースが届いたとき、キドランドはNHHで講演をしていた。プレスコットは1974-75年にNHHの経済学の客員教授であった。
2007年、NHHは、完全に英語で教えられる新しいマスタープログラム、エネルギー、天然資源、環境の修士号の立ち上げを発表した。
今日、NHHはビジネススクールや大学のグローバルネットワークの一部である。国際的なパートナー機関は次のとおり。
- コロンビア大学
- コーネル大学
- カリフォルニア大学バークレー校
- ニューヨーク大学
- デューク大学
- HECパリ
- ボッコーニ大学
- ロンドンスクールオブエコノミクス
- インペリアルカレッジロンドン

2011年6月1日には、NHHは"Norwegian School of Economics and Business Management"から"Norwegian School of Economics"に英語名を変更した。

### 学長のリスト
1. Ingvar Wedervang 、1936〜 1956年
2. Eilif W. Paulson、1956年から1957年
3. Rolf Waaler 、1957–1963
4. Dag Coward、1964–1972
5. Olav Harald Jensen、1973年から1978年
6. Gerhard Stoltz 、1979〜 1984年
7. Arne Kinserdal 、1985〜 1990年
8. Leif Methlie 、1990〜 1995年
9. Carl Julius Norstrøm 、1995〜 1998年
10. Victor Norman、1999–2001
11. Per Ivar Gjærum、2001年から2005年
12. Jan I. Haaland 、2005〜 2013年
13. Frøystein Gjesdal、 2013〜 2017年
14. Øystein Thøgersen 、2017年–

## 組織
NHHには6つの学部がある。
- 会計・監査・法学部
- 経営学部
- 経済学部
- ファイナンス学部
- 専門的および異文化間コミュニケーション学部
- 戦略管理学部

学校は2,800人以上のフルタイムの学生と330人以上の合計スタッフで構成される。NHHは、AFF（Administrative Research Institute）とSNF (Center for Applied Research) 2つの関連研究機関とともに、ノルウェーの経済学と経営学の分野で最大の研究教育センターを形成している。

## 入学
NHHは、毎年450人の学生を経済・経営学の学部課程に入学させている。このプログラムは、ノルウェーで長年にわたって最も人気のある学部課程プログラムであり、年間2000人以上の第一志望の志願者がおり、入学率は約20％である。学校はノルウェー各地からの志願者を引き付け、多様な学生団体を持つことを目指している。 NHHの男性と女性の数は2012年の時点で同数である。
NHHは、ノルウェーの高等教育機関として、 サモーナ・オプタック(Samordna opptak)という政府の高等教育機関入学プラットフォームを通じて学生を受け入れている。この場合、応募者はポイントスキームでランク付けされ、ポイントが最も多い資格のある候補者に入学が許可される。
NHHの学部生は、学士号を取得した後、同校の修士課程への進学が保証される。ほとんどの学生はこのポリシーを利用している。また、他の大学やビジネススクールの学生も修士・博士課程に入学し、大学院生を構成している。

## 学術

### 修士課程
学校はノルウェー語による経済学・経営学の1つの3年間の学部プログラムを提供している。ほとんどの学生は、2年間の修士号を取得する。修士号は、学部の学位とともに、ノルウェーのシビロコノムの学位の要件を満たしている。2年間の修士課程は外部からでも入学可能である。修士号は経済・経営学（M.Sci.）の1つのみであるが、 NHHは9つの専門プロファイルを提供している。修士課程では多くの授業が英語で提供されている。
- 金融経済学
- ビジネス・アナリティクス
- 経済学
- 経済分析
- 経営分析とパフォーマンス管理
- マーケティングとブランド管理
- 戦略と管理
- 新規事業開発
- エネルギー、天然資源、環境

さらに、NHHは、会計と監査の修士プログラム、および現在フィナンシャルタイムズによって世界で2番目に優れた管理プログラムの修士としてランク付けされている国際経営のCEMS修士プログラムを提供している。

### 博士課程
NHH PhDプログラムは、次の6つの分野に特化している。
- 会計学
- 経済学
- ファイナンス
- 経営科学
- 戦略と経営管理
- 専門・異文化コミュニケーション

Ph.D.学生は被雇用者として扱われ、年間481,800 NOK（約620万円, 2021年時点）の給与が支払われ、年金・社会保険への加入も提供される。

### ダブルディグリープログラム
NHHは、7つの大学とダブルディグリー協定を結んでいる。
- ボッコー二大学（イタリア）
- HECパリ (フランス):  持続可能な開発の修士号（HEC）/経済学と経営学の修士号（NHH）
- アイビービジネススクール （カナダ）
- ルーヴァン経営大学院（ベルギー）
- ノヴァ経営経済大学院（ポルトガル）
- マンハイムビジネススクール: 経営学修士（マンハイム大学）/経済経営学修士（NHH） [18]
- クイーンズランド大学（オーストラリア）

## ランキング
2012年、NHHは、世界大学学術ランキングによって、経済学/ビジネスにおいて世界で101〜150番目に優れた大学にランクされた。2013年、NHHは同じランキングで151-200のブラケットに落ちた。2021年時点では、151−200のブラケットを維持している。2012年、NHHは、FT.comによる「科目別トップ10」のランキングで、経済学で8番目に優れたヨーロッパの学校としてランク付けされた。
2013年、NHHはフィナンシャルタイムズによって46番目に優れたヨーロッパのビジネススクールとしてランク付けされた。以降は40位前後を保ってきたが、2020年に62位に転落した。NHHはこれについて、コロナ禍でロックダウンの時期と修士学生がアンケートに答える時期が重なり、有効な回答が少なかったためと分析している。

## 学生生活

### 学費
ノルウェーのすべての高等教育機関と同様に、NHHは授業料を請求していない。しかし学生は、810 NOK（約1万円）の学期費を支払う必要がある。このうち550 NOKは学生生協のような団体であるSammenに仕払われる。210 NOKは著作権の費用に充てられる。残りの50 NOKはNHH Aidという学生の人道支援団体に寄付されるが、希望しない者は拒否することができる。

### 課外活動
NHHの学生協会（NHHS）には、多くの学生の興味に応じた部活動やサークルがある。一流のビジネススクールに期待されるように、NHHSには経済学とビジネス問題に関係する多くのグループがある。これらのグループは、ビジネスコミュニティとの連絡を維持し、ノルウェー人や国際ビジネスのさまざまなセクターへの関心を刺激し、知識を向上させるのに役立っている。これは、会議、セミナー、企業訪問、ノルウェーおよび海外での遠足、およびさまざまな企業での研修生プログラムを通じて達成される。学生会は8人の委員によって率いられる 。
- NHHにはいくつかのバンドと合唱団がある。それぞれの合唱団とバンドには独自の個性と魅力があるが、いくつかの共通の特徴がある。 NHHSで長い歴史を持つ音楽グループには、男性合唱団Svæveru、女性合唱団Sangria[28]、混合合唱団Optimum 、ブラスバンドDireksjonsmusikken、Big BusinessBandが含まれる。
- NHHIと呼ばれる体育会に当たる組織があり、バドミントン、アメリカンフットボール、バスケットボール、サッカー、ラクロス、バレーボール、ハンドボール、ゴルフ、ダイビングなど、部活動に当たる学校のスポーツチームがある[29]。
- NHHSは2年ごとに、UKENと呼ばれる3週間の音楽祭を開催している。UKENを直訳すると"The week"である。 UKENの起源は、NHHの学生が最初の学生ウィークを企画した1946年にさかのぼる。 1980年以降、UKENはより広範なイベントに発展し、現在ではノルウェー西部で2番目に大きなフェスティバルに成長している。
- NHHSがビジネスコミュニティのために開催する最大のイベントはSymposietと呼ばれる。これは、ノルウェーおよび海外の主要な幹部、研究者、学生が参加する隔年会議である。
- Profileringsutvalget （PU-推進委員会）は、学生自治会を内外で推進する責任を負う学生自治会グループ。このグループは、総会、戦略フォーラム、そして学生選挙の手配を担当している。
- Næringslivutvalg （NU-ビジネス委員会）は、NHHの学生と世界中の雇用主との間の主要なコネクションである。この委員会は、採用を検討している企業と仕事を探している学生との間のマッチングを取り持ち、双方が必要とするサービスを提供する。
- NHHのキャンパス内施設に加えて、NHHSはベルゲンの南西の山にキャビン（クランボデン）も所有している。 NHHS内のクラブや社会の多くは、クランボデンへの旅行を企画しており、学生はリーズナブルな価格でキャビンを自分で借りることができる。
- NHHSには独自のテレビニュース番組K7Minutter [30]あり、さまざまなグループがさまざまなスポーツ、経済、ビジネストピック、音楽、その他の興味をカバーしている。
- NHHのAIESECのローカル委員会は、最初の7つの設立委員会の1つである。 AIESECは、大規模なインターンシッププログラムを通じて、リーダーシップ開発に焦点を当てた世界最大の学生が運営する組織である。
- アムネスティ・インターナショナルは、良心の囚人の釈放に焦点を当てた世界的に有名な人権団体。 NHHには、アムネスティ・インターナショナルの独自の支部がある。
- Friluftsgruppa （ハイキンググループ）は、学期ごとにさまざまなレベルの山でのツアーを企画している。
- GEP （Global Economic Perspectives）は、グローバルな経済活動の結果に焦点を当てている。 GEPには政治的な背景はない。このグループの主な焦点は、世界経済の視点に関連するトピックについて、学者、ビジネスリーダー、政治家との討論や会議を手配することである。
- Foto NHHSは、学生会の写真グループ。
- K7 Bulletin 、学校新聞であり、2週間ごとに印刷される。
- Lurken Telemarkslag （Telemark Skiing Group）は、200人以上のメンバーを擁する、学校で最大のグループの1つ。ボス、フィンス、エイケダレンなどのスキー場や学生会のキャビンへの旅行を企画する。
- MEBAカウンシル-すべての国際的なフルタイムの修士課程学生は自動的にMEBAカウンシルのメンバーになる。MEBAカウンシルは、国際的なフルタイムのマスター学生がお互いをよりよく知り、地元のビジネスコミュニティに参加し、海外の学生の知名度を上げる。 MEBA評議会は、毎年春学期にオスロへの出張を企画している。
- NHH Aidは人道的活動のための学生グループである。学生たちはお金を集め、第三世界の国々の貧しい生活環境についての意識を高めるために活動している。
- Oikosは、世界中のビジネススクールの学生グループのネットワークの一部であり、教育を通じて持続可能性をビジネスと管理に統合するために取り組んでいる。
- StafettKomiteen （Stafkom-ランニングクラブ）目標は、ベルゲンとオスロの間の毎年恒例のリレーレースでBI（ノルウェー経営大学）を破ることである。リレーレースは春学期の終わりに行われ、2〜3日間かけて行われる。そしてBIまたはNHHのいずれか勝者による壮大な宴会で終わるのが恒例である。
- ØkonomiskeVinterleker（Economic Winter Games）は、2月の第1週にÅlで開催される。 NHHとBI（ノルウェー経営大学）の両方から約300人の学生が集まり、ウィンタースポーツに参加して交流する。
- Børsklubben （株クラブ）は株式分析グループ。 Børsklubbenは、NHHの学生が所有する共同投資会社であるLehmkuhl Invest ASを設立した。
- NHHSコンサルティングこれは学生が運営し所有するコンサルティング会社である。 NHHの学生グループにさまざまなサービスを提供し、ベルゲンの地元企業に手数料を支払うことを目的としている。
- Markedsgruppen（マーケティンググループ） Markedsgruppenは、学生会が関与するすべての企業関係を監督する。
- ITグループであるit.gruppenは、学生会のサーバーを実行し、Webサイトを維持および開発し、要求されたプロジェクト用のソフトウェアを開発し、ITの問題について他のグループを支援する。

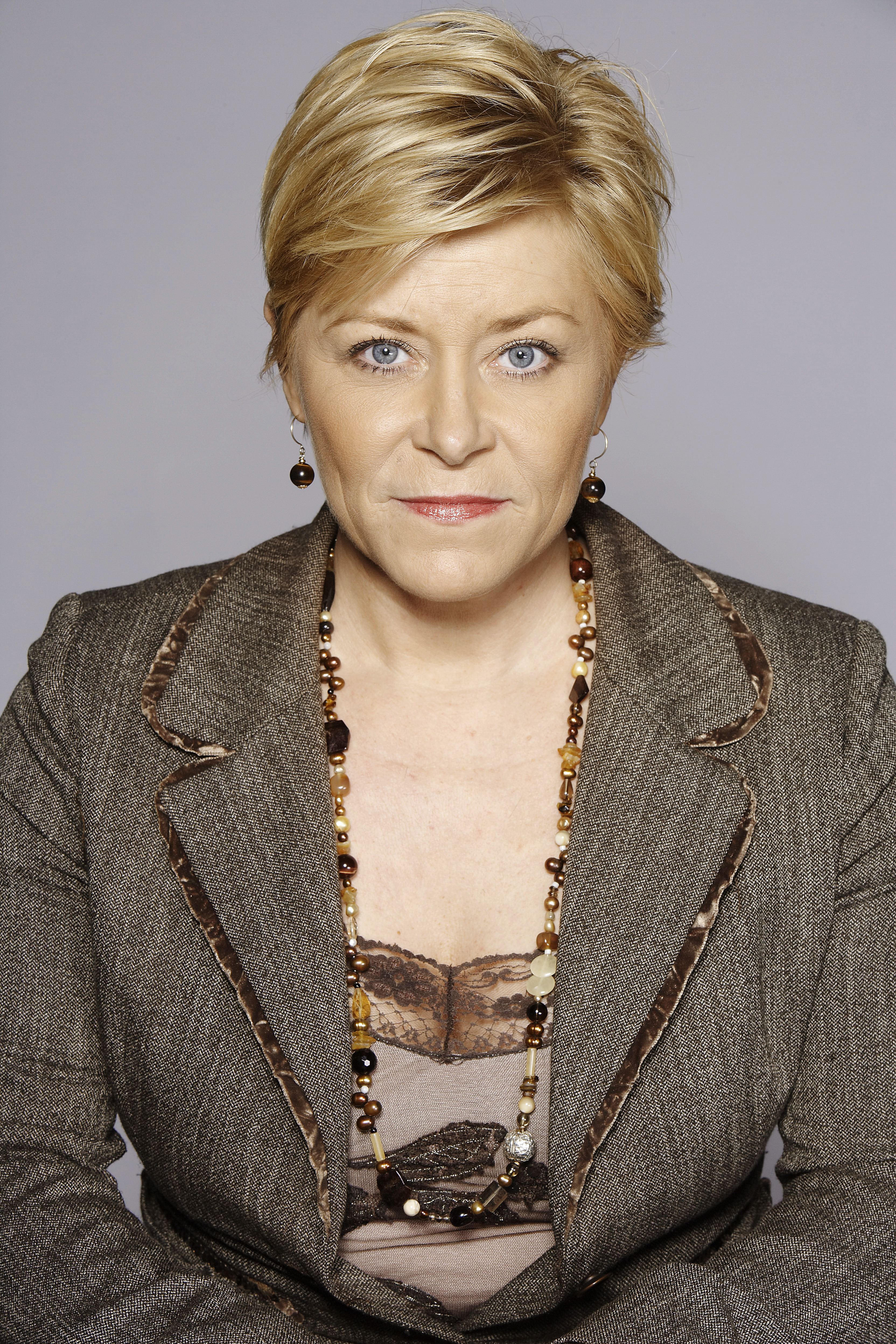
ノルウェー進歩党のリーダーであり、ノルウェーの財務大臣であるSiv Jensen

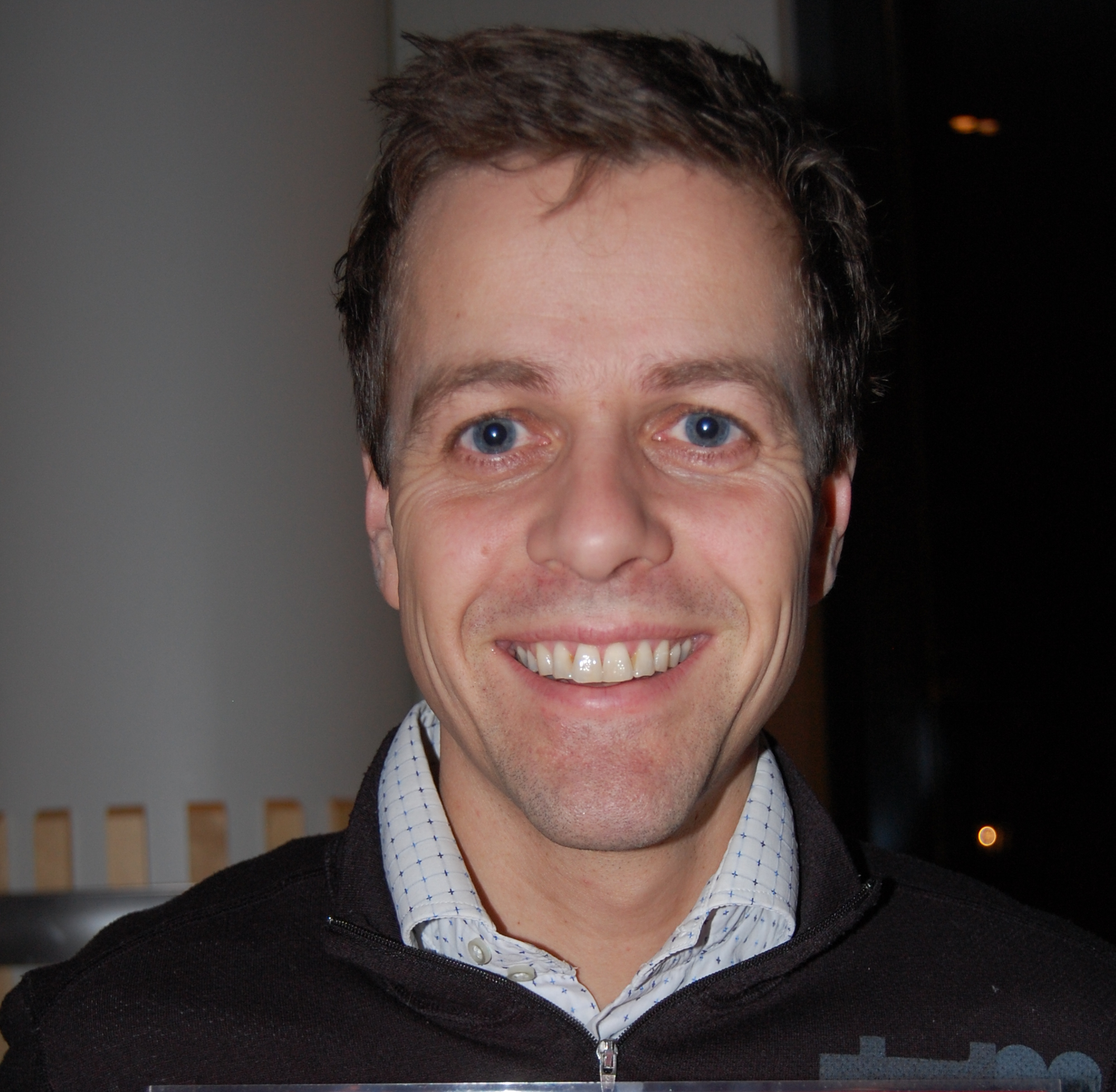
クヌート・アリルド・ハレイド、元ノルウェーキリスト教民主党党首

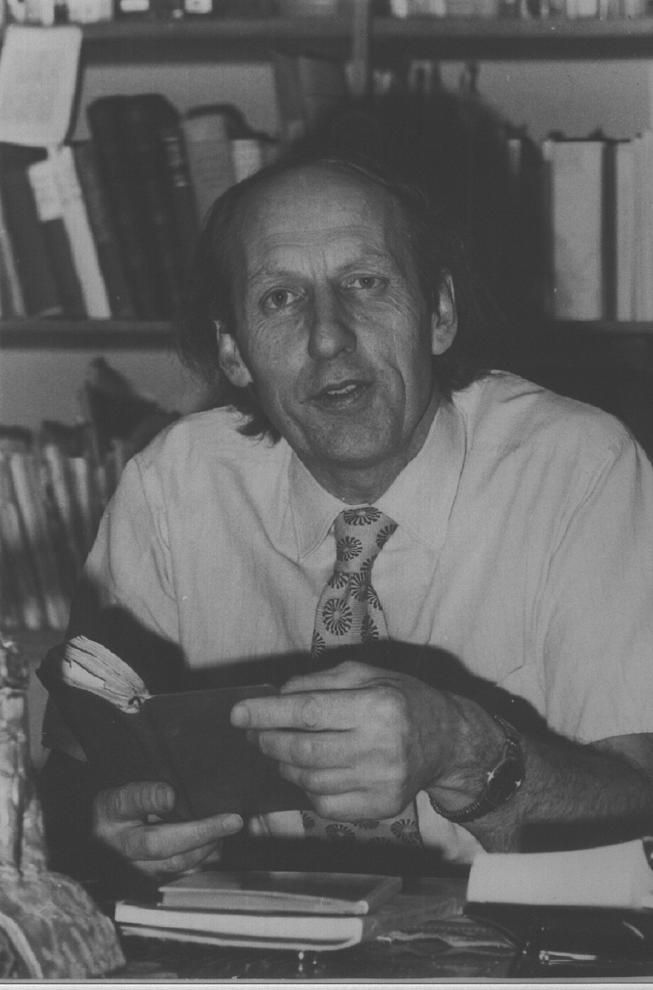
トーロルフ・ラフト、人権活動家、経済史教授

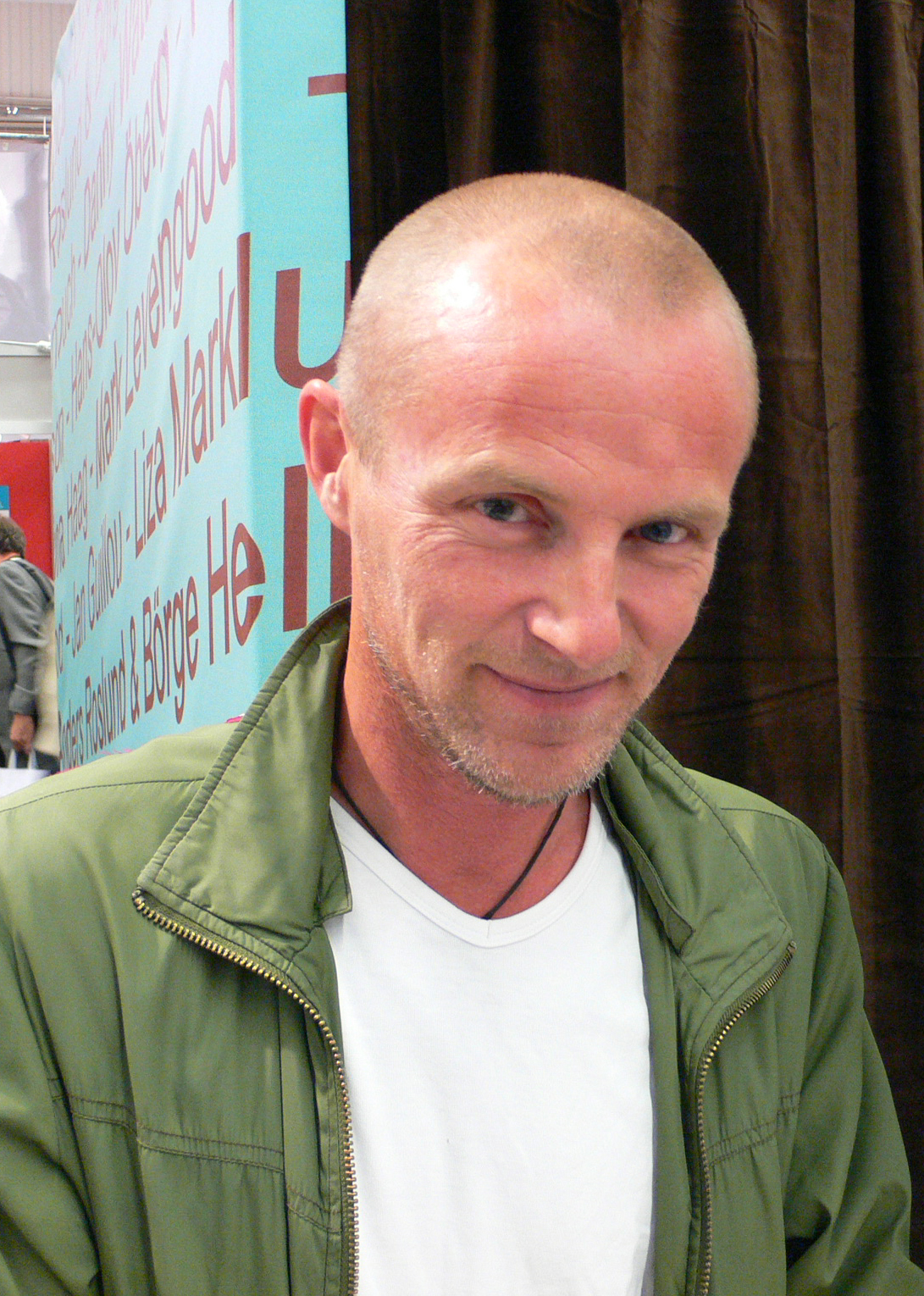
JoNesbø 、受賞歴のある作家兼ミュージシャン

## 著名な教員・同窓生
NHHの卒業生は、ノルウェーのビジネスと政治において重要な地位を占めている。 Eldar Sætreは、ノルウェー最大の企業であり、世界最大の海洋石油ガス企業であるスタトイル（現エクイノール)の元CEOである 。また現在のエクイノールCEOであるHelge LundもNHHの同窓生である。Jon Fredrik Baksaasは、ノルウェーで2番目に大きな会社であり、世界最大の携帯電話事業者の1つであるTelenorのCEOである  。Siv Jensenはノルウェーの財務大臣であり 、Yngve Slyngstadはノルウェー政府年金基金の管理を担当するノルウェー中央銀行の一部である Norges Bank Investment Management（NBIM）のCEOである。

### 学者
- フィン・E・キドランド、ノーベル経済学賞の共同受賞者、2004年
- エドワード・C・プレスコット、ノーベル経済学賞の共同受賞者、2004年（客員教授、1974年から75年） [9]
- Jan Mossin 、資本資産価格モデル（CAPM）の共同作成者
- ビクター・D・ノーマン、元労働行政大臣、貿易経済学者、政治家、新聞コラムニスト
- Agnar Sandmo 、公共経済学に重要な貢献をしている経済学者
- トーレ・エリンセン、経済学者、ノーベル経済学賞の選考委員[36]
- カール・H・ボルチ、経済学者

### ビジネス
- Jon Fredrik Baksaas 、 Telenor 元CEO
- EldarSætre 、 Statoil CEO
- インゲ・K・ハンセン、元CEOスタトイル、アビノール会長
- Idar Kreutzer 、ストアブランド CEO
- JannikLindbæk 、Aker Solutions 、上級副社長
- Helge Lund 、 Statoil 元CEO, BG Group CEO
- Dag J. Opedal 、 Orkla 元CEO
- ErlingØverland 、NHO （ノルウェー企業連盟）の前会長
- Svein Aaser 、 DnB NOR 元CEO
- Jens Ulltveit-Moe
- Olav Fjell Statoil 元CEO、 Hurtigruten Group CEO
- Ole Enger 、 REC 社長兼CEO
- Paul-Christian Rieber 、 GC Rieber CEO、元NHO社長
- ピーターロランジュ、GSBAチューリッヒ社長
- トム・コルビョルンセン、 BIノルウェービジネススクールの学長
- Yngve Slyngstad 、 Norges Bank Investment Management（NBIM）CEO
- SveinStøle 、パレートグループ会長
- Fredrik Halvorsen、Seadrill CEO
- Bjørn M. Wiggen 、Orkla 社長兼CEO
- Alf C. Thorkildsen、Seadrill 、社長兼CEO
- Arne Fredly 、ノルウェーの投資家
- グレゴール・クメン、現在は消滅したアデルステンの衣料品会社の元CFO
- マルティン・スカンケ、ソブリン・ウェルス・ファンドおよび資産管理の専門家

### 政府/法律/公共政策/人権
- シーヴ・イェンセン、政治家、ノルウェー進歩党の指導者、ノルウェー財務大臣
- Knut Vollebæk 、元ノルウェー外務大臣、元駐米大使
- Kristin Krohn Devold 、元国防相。現在、ノルウェートレッキング協会（DNT）の事務局長
- Kristin Clemet 、元教育研究大臣。現在、リベラルなシンクタンクCivitaのディレクター
- クヌート・アリルド・ハレイド、元環境大臣。現在、キリスト教人民党の指導者
- ハルヴァルド・バッケ、元貿易海運大臣。ノルウェー労働党のメンバー
- Heikki Holmås 、元国際開発大臣（ノルウェー）
- トーロルフ・ラフト、人権活動家およびインスピレーター
- トルステイン・ダーレの政治家兼経済学者、 Rødtの元指導者
- アリック・ネスビット、ミシガン州上院仮議長、元コミッショナー、ミシガン・ロッタリー、元多数派院内総務、ミシガン州下院

### 芸術・芸能
- Agnar Mykle 、作家
- ジョー・ネスボ、ミュージシャン兼作家
- Raske Menn 、コメディグループ

## 認定校制度
- CEMS –ヨーロッパの管理学校のコミュニティ
- エラスムス・プログラム
- PIM –国際経営におけるパートナーシップ
- EQUIS